# Халбаева, Дилрабо Джурабековна
Дилрабо Джурабековна Халбаева (4 октября 1979 года, Ташкентская область, Узбекская ССР) — узбекский политический деятель, депутат Законодательной палаты Олий Мажлиса Республики Узбекистан IV созыва. Член Социал-демократической партии «Адолат».

## Биография
Дилрабо Халбаева окончила Московский государственный университет имени М.В. Ломоносова. В 2020 году избрана в Законодательную палату Олий Мажлиса Республики Узбекистан IV созыва, а также назначена на должность члена Комитета по аграрным и водохозяйственным вопросам Законодательной палаты Олий Мажлиса Республики Узбекистан.